# 西加勒比航空708号班机空难

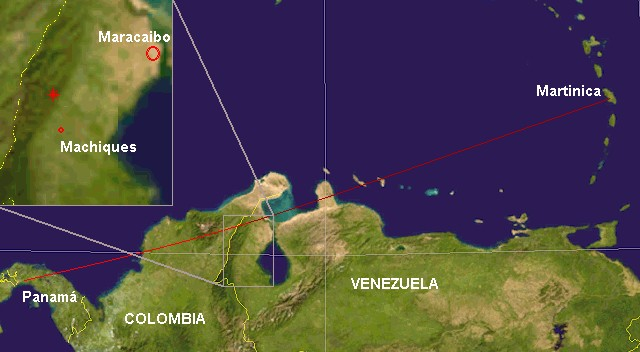
西加勒比航空708号班机的预定航线和坠机地点

西加勒比航空708号班机是一班由西加勒比航空运营的客运包机航班，从巴拿马巴拿马城的托库门国际机场起飞，前往马提尼克法兰西堡的马丁尼克-亚米-凯萨国际机场。2005年8月16日（星期二），一架麦克唐纳·道格拉斯MD-82执飞该航班时，于途中坠毁于委内瑞拉北部的山区，机上152名乘客和8名机组人员全部罹难。
飞机在33,000高空飞行时进入了失速状态，但飞行员误判了情况，在失去联络前向空中管制汇报两个引擎均熄火，并请求在马拉开波进行紧急迫降；飞行员因此没有试图改出失速状态，在此期间飞机以近每分钟12,000英尺的垂直速度迅速下降，最终在当地时间3:45am（世界协调时的7:45am）坠毁于委内瑞拉苏利亚州西部马奇克斯的一个牧场（距离哥伦比亚边境约30公里）。
机上除了一名意大利的旅行社导游外，所有的乘客都是来自马提尼克的法国公民，而机组人员都来自哥伦比亚，和航司总部一致。这架飞机被马提尼克岛的Globe Trotters de Rivière Salée旅行社包下，因此绝大多数的乘客都是从巴拿马度假完返程的旅客。

## 背景
西加勒比航空公司的总部位于哥伦比亚麦德林，自1998年开始经营包机生意。该公司专营由聖安德列斯-普羅維登西亞和聖卡塔利娜群島省到哥伦比亚大陆及中美洲国家的航线。基于哥伦比亚民航委员会的主管，卡洛斯·蒙提莱格勒上校（Col. Carlos Montealegre）所言，西加勒比航空公司曾多次因违规而被罚款，该公司所运营的飞机也曾因为不当维护而被要求全部停运。其中一项罚金为四万五千美金的罚款是因为机师和机组人员飞行过于频繁，缺乏训练及未能记录需要的飞行记录。
肇事飞机于1986年11月4日送抵美国大陆航空，直到2005年1月10日停止运营，随后交付给西加勒比航空，机尾的注册编号为HK-4374X，装备两台普惠JT8D-217A发动机。飞机尾椎在2005年7月的早些时候脱落，后被更换。

## 时间线
以下时间均以世界协调时表计。巴拿马和哥伦比亚的本地时间应在世界协调时的基础上减去五个小时，而委内瑞拉和马提尼克的本地时间应该在世界协调时的基础上减去四个小时。
- 06:00 西加勒比航空708号班机从巴拿马起飞。
- 06:51 机组人员报告称一个引擎出现故障。
- 06:58 机组人员请求将飞行高度三万一千英尺降至一万四千英尺，该请求得到了许可。
- 06:59 机组人员发出遇难信号，称两个引擎均不能正常操作，无法控制飞机。
- 07:00 飞机在委内瑞拉的马奇奎斯坠毁。

## 事故调查
委内瑞拉的空难调查委员会（Junta Investigadora de Accidentes de Aviación Civil，简称JIAAC）主导了此次事故的调查，美國國家運輸安全委員會（National Transportation Safety Board，简称NTSB）和法国民航安全问询分析局（Bureau d'Enquêtes et d'Analyses pour la Sécurité de l'Aviation Civile，简称BEA）也参与了调查。2005年11月22日，委内瑞拉空难调查委员会发布了事故报告，报告表明事故发生的主要原因在于飞机引擎内部的PT2探测器积冰。对于驾驶舱通话记录器的分析显示，机组人员讨论了包括结冰在内的天气状况，持续向航空管制请求降低飞行高度这种通常情况下用来应对航速过低这类情况的应急措施。
对于飞机残骸的分析显示事发时正高速运转，这使调查人员得出了引擎在事发时无故障的结论。地面分析表明飞机以机头向上的姿势坠毁。

## 最终报告
委内瑞拉的民用航空事故调查委员会（Junta Investigadora de Accidentes de Aviación Civil，简称JIAAC）发布了最终的事故报告。报告指出，事故发生的原因可能在于机师失误。除此之外，委员会还指出，机组人员缺乏基本的警觉意识和资源管理意识，这本该避免事故的发生。报告强调在正常情况下机组人员未能正常操控飞机、最终使其失速坠毁的原因在于错误机组人员错误的决断以及缺乏交流。公司方面也忽略了飞机生产厂商发来的情况说明，即在除冰系统开启的情况下，不能在海拔9700米以上飞行，而当副驾驶开启除冰装置时，飞机在一万米高空，使得动力被消耗，飞机开始减速。
同时，调查发现，由于西加勒比航空公司因为财政问题已经6个月没有支付薪水，机长不得不在酒吧兼职以维持家庭开销，这使得机组人员处于心理灰暗的状态。此外随后对航空公司的调查也发现在事故当天，由于航空公司无法向当地航务公司支付燃料费用，机组和涉事飞机被迫滞留在哥伦比亚好几个小时。

## 事故后续
西加勒比航空在2005年发生了两起空难，这对于一个只有16架飞机的小型航空公司来说是一个巨大的打击。2005年9月，该公司倒闭。
此次事故是2005年死亡人数最多的空难，事发两天前发生了太阳神航空522号班机空难。在2005年，遇难人数超过100名的空难除了西加勒比海708号班机和太阳神航空522号班机空难外，还有在当年2月3日在阿富汗发生、造成104人罹难的卡姆航空904号班机空难，以及在当年12月10日在尼日利亚发生、造成109人罹难的索索利索航空1145号班机空难。此外，此次事故是自1980年MD-80系列飞机投入运营后死亡人数第21多的空难，也是委内瑞拉境内发生的死亡人数最多的空难，还是MD-82客机发生的死亡人数最多的空难。